# Natacha Polony
Pour les articles homonymes, voir Polony.
Natacha Polony, née le 15 avril 1975 à Paris, est une éditorialiste et essayiste française.
Agrégée de lettres modernes, un temps enseignante, elle fait une courte incursion en politique pour le Mouvement des citoyens de Jean-Pierre Chevènement. Elle entre en 2002 au magazine Marianne et se spécialise dans les questions éducatives et sociétales. En 2009, elle passe au Figaro, où elle reste pendant deux ans.
Elle apparaît à la télévision, notamment comme chroniqueuse d'On n'est pas couché, sur France 2, de 2011 à 2014, puis dans Le Grand Journal, sur Canal+, en 2014 et 2015. Elle tient la revue de presse dans la matinale d'Europe 1 de 2012 à 2017 et dirige l'émission Polonium sur la chaîne Paris Première de 2015 à 2017. Elle lance en 2017 une web TV souverainiste, baptisée Polony TV. Du 23 août 2021 à l'été 2022, elle présente sa propre émission, Polonews, avec Aurélie Casse sur BFM TV. Depuis, elle continue à intervenir sur la chaîne, notamment dans l'émission BFM Story en débattant une fois par semaine avec le journaliste Alain Duhamel.
De 2018 à 2025, elle est directrice de la rédaction de Marianne.

## Biographie

### Origines, famille et vie privée
Elle est la fille d'un gastro-entérologue et d'une ophtalmologue, qui la prénomment Natacha en hommage à Léon Tolstoï — Natacha Rostov est l'héroïne de Guerre et paix[pertinence contestée]. Elle grandit à Montmorency, dans le Val-d'Oise.
En 2007, elle épouse le journaliste et critique gastronomique Périco Légasse,, avec qui elle a trois enfants, nés en 2007, 2011 et 2013.

### Formation (avant 1999) puis carrière dans l'enseignement (1999-2011)
Après des études au lycée privé Notre-Dame de Bury de Margency, dans la vallée de Montmorency (Val-d'Oise), elle suit les classes préparatoires littéraires des lycées Jules-Ferry et Louis-le-Grand à Paris. Elle obtient un DEA de littérature, consacré à la poésie contemporaine de langue française, avant d'être reçue à l'agrégation de lettres modernes (1999),.
Elle enseigne en 1999-2000 au lycée Jacques-Feyder d'Épinay-sur-Seine comme professeur de lettres stagiaire avant de démissionner de l'Éducation nationale. Elle estime en effet que le programme et les réformes en cours réduisent l'enseignement du français à un exercice technique.
Elle reprend alors ses études au sein de l'Institut d'études politiques de Paris (« Sciences Po »), dont elle sort diplômée en 2002,,.
De septembre 2002 à juin 2011, elle donne des cours de culture générale au sein du département transversal « Culture et Communication » de l'Institut Leonard de Vinci,, établissement d'enseignement technique supérieur privé ayant pour campus le Pôle universitaire Léonard-de-Vinci, propriété du conseil général des Hauts-de-Seine.

### 2001-2002: engagement politique
Elle devient, en juin 2001, secrétaire nationale chargée des questions de société au sein du Mouvement des citoyens (MDC) de Jean-Pierre Chevènement, puis membre du bureau du Pôle républicain chargée du droit des femmes,.
Candidate aux élections législatives pour le Pôle républicain dans la 9e circonscription de Paris, elle obtient 803 voix, soit 2,24 % des suffrages exprimés,. Elle déclare à ce sujet : « J'ai fait ma campagne, je me suis ramassée, bien sûr, mais j'ai tout de même fait le double du score national du Pôle républicain : 2,24 %. Après quoi, j'ai décidé de passer à autre chose ».

### Depuis 2002: carrière journalistique
D'octobre 2002 à juin 2009, elle est journaliste à l'hebdomadaire Marianne, où elle s'occupe des pages « éducation ». À partir d'août 2009 jusqu'à juillet 2011, elle est journaliste au Figaro au sein de la rubrique « éducation ». Elle tient par ailleurs un blog sur le site du Figaro intitulé Éloge de la transmission.
En 2010, elle devient très présente dans les médias. Cette année là, elle est la personnalité la plus invitée dans l'émission Ce soir (ou jamais !) sur France 3,. En septembre 2010, elle devient chroniqueuse dans L'Hebdo, présenté par Jean-Marc Bramy sur France Ô les samedis à 11 h 20. À Europe 1, elle intervient comme chroniqueuse à Europe 1 Soir de septembre à décembre 2010, dans l'équipe de Nicolas Demorand, tout en intervenant en 2010 et 2011 à des débats d'actualité dans le Grand Direct de l'Info. Elle intervient aussi régulièrement dans l'émission D'ici demain, sur Planète+.

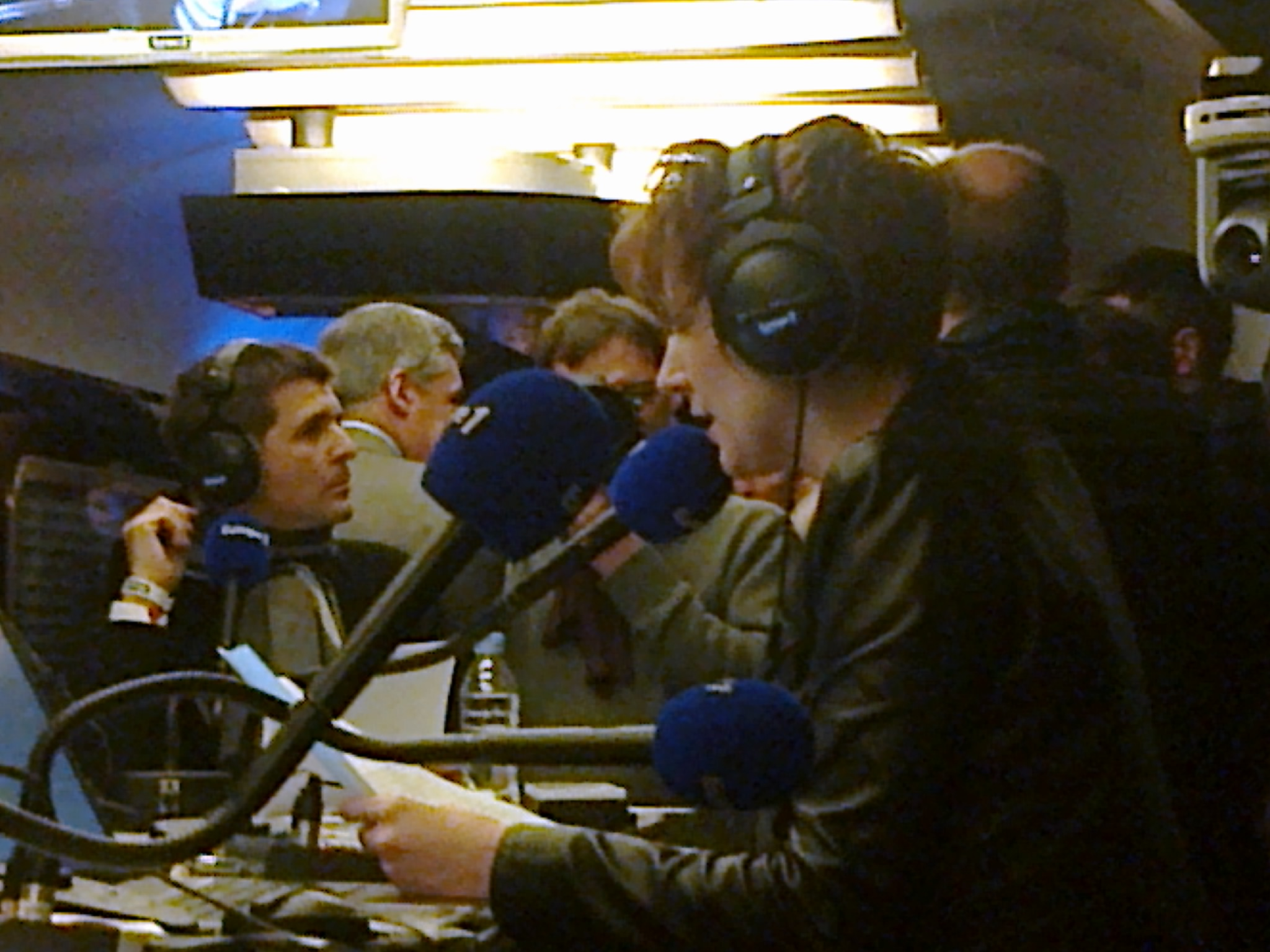
Natacha Polony lors de la matinale d'Europe 1 du 21 mars 2014.

En juin 2011, elle est engagée comme chroniqueuse à partir de septembre 2011 aux côtés d'Audrey Pulvar dans l'émission On n'est pas couché présentée par Laurent Ruquier sur France 2. Dans un entretien au Nouvel Observateur, elle révèle qu'elle perçoit 1 400 euros par émission. En février 2014, elle annonce qu'elle ne participera pas à une quatrième saison de l'émission.
À partir de septembre 2012, elle tient la revue de presse de 8 h 30 sur Europe 1. Elle quitte alors la rédaction du Figaro, mais continue jusqu'en septembre 2018 de publier une chronique hebdomadaire dans les pages « Débats et opinions » de l'édition du week-end.
À partir du 25 août 2014, elle est chroniqueuse au Grand Journal de Canal+. Elle quitte l'émission à la fin de la saison 2014-2015 pour en animer une sur Paris Première, Polonium,, tournée aux Bains Douches.
En septembre 2015, elle succède à Michel Field et coanime, le samedi de 10 à 11 heures, le magazine Médiapolis sur Europe 1, avec Olivier Duhamel.
Elle collabore encore avec l'hebdomadaire Marianne en lançant un appel à la « Résistance française » après les attentats parisiens du 13 novembre 2015[réf. souhaitée].
En 2016, elle reçoit le prix Richelieu.
En juin 2017, Paris Première lui signifie l'arrêt de son émission Polonium, et Europe 1 celui de sa revue de presse dans la matinale, ainsi que sa participation à deux autres émissions, Médiapolis, et Le débat d’Europe Soir. Pour Natacha Polony, l'arrêt de tous ses contrats par Europe 1 est une surprise, dans la mesure où sa direction lui disait depuis un mois qu'elle n'avait rien à craindre ; elle estime que cette rupture n'est pas due à un problème d'audience. Natacha Polony poursuit Europe 1 aux prud'hommes pour « licenciement sans cause réelle et sérieuse ». La radio se défend en affirmant que Natacha Polony gagnait « considérablement plus » que ses collègues, soit un salaire mensuel de 27 400 euros,.
LCI annonce qu'à la rentrée 2017, Natacha Polony va assurer une revue de presse quotidienne. Elle rejoint également la bande de chroniqueurs de l'émission Les Terriens du dimanche ! de Thierry Ardisson. Puis, elle devient chroniqueuse à Questions politiques, émission d'Ali Baddou diffusée chaque dimanche entre 12 h et 14 h sur France Inter. À la rentrée 2018, cette partie de l'émission devient une émission distincte, Le Grand face-à-face, diffusée le samedi entre 12 h et 13 h : elle y retrouve à nouveau Raphaël Glucksmann en début de saison, mais ce dernier est remplacé par Gilles Finchelstein à partir de décembre 2018. Elle devient aussi, pour la saison 2017-2018, éditorialiste chaque matin sur Sud Radio.
En septembre 2018, Natacha Polony est nommée directrice de la rédaction de l'hebdomadaire Marianne par le nouveau propriétaire de journal, le milliardaire tchèque Daniel Křetínský,,,. En septembre 2021, Natacha Polony est visée par une motion de défiance ; elle n’aurait avancé « aucune solution appropriée » pour soutenir une titularisation d'une journaliste en fin de CDD et les salariés du magazine critiquent un management qu'ils jugent « clanique » et distant. Un salarié indique que « l'émotion vient principalement du fait qu’il y a un décalage entre le discours méritocratique soutenu par Polony à longueur de colonnes, et la pratique de la gestion du journal ».
En janvier 2020, après deux ans de procédure judiciaire, Natacha Polony obtient 390 580 € d'indemnités de la part d'Europe 1 pour licenciement sans cause réelle, alors qu'elle avait assuré notamment une revue de presse durant cinq ans.
Elle anime l'émission Polonews sur BFM TV de août 2021 à l'été 2022.
Natacha Polony rejoint les chroniqueurs de l'émission C l'hebdo sur France 5 à la rentrée 2023.

## Polony TV
Le 29 mai 2015, Natacha Polony crée le Comité Orwell, laboratoire d'idées qui a pour objectif de défendre un « souverainisme populaire » contre « l’absence totale de pluralisme sur des sujets comme l’Europe, la globalisation, le libéralisme ». Elle explique déplorer « l'autocensure de la presse » ainsi que « la concentration des médias dans les mains de quelques personnes », et veut développer des « idées alternatives ».
Issue de ce comité, une chaîne de télévision par l'internet est lancée sous le nom « Orwell TV » le 20 mars 2017, avec comme intitulé : « Le média libre de la France souveraine ». La chaîne devient rapidement « Polony TV » du fait de droits d'auteur, tandis que le Comité Orwell devient « Comité Les Orweliens ». Polony.tv se définit comme un média d’information mais aussi « de conviction et d’opinions », qui défend en priorité une « France souveraine », c’est-à-dire « indépendante économiquement, financièrement et territorialement, seule condition pour que le peuple puisse décider librement de son destin ». Pour le journal Causeur, le comité Orwell « semble exclusivement composé de journalistes souverainistes », mais selon Natacha Polony, la webtélé Polony.tv « se veut l’illustration d’un nouveau pluralisme » et couvre « à peu près tout le prisme politique ».
Afin de conserver son indépendance, la chaîne est payante ; elle souhaite se financer uniquement auprès de ses abonnés, sans faire appel à de la publicité.
Au début de l'année 2020, Polony.tv est intégrée à l’hebdomadaire Marianne et devient « Marianne TV, la web TV de l'hebdomadaire ».

## Ligne politique

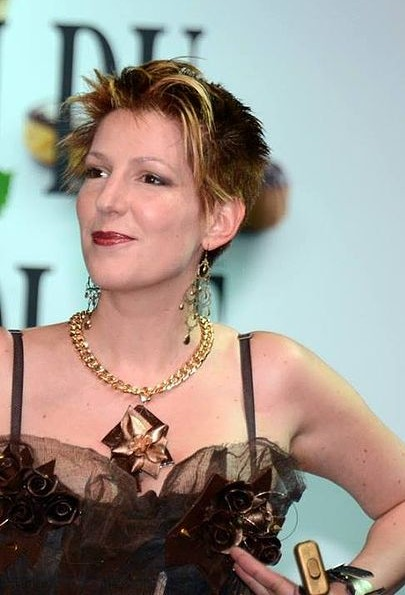
Natacha Polony en 2013.

À l'élection présidentielle française de 2007, elle déclare avoir voté François Bayrou au premier tour, puis voté blanc au second. En avril 2013, elle révèle avoir voté blanc au second tour de l'élection présidentielle française de 2012, estimant ne pas se reconnaître dans les programmes électoraux de Nicolas Sarkozy et de François Hollande.
Commentant son travail de chroniqueuse sur Europe 1 à la rentrée 2012, Arrêt sur images estime qu'elle livre « un regard de droite » et qu'« elle a gardé ses réflexes de chroniqueuse conservatrice ». Libération considère également qu'elle « expose ses points de vue droitiers » ; Télérama, qu'elle livre une revue de presse très « marquée à droite », ajoutant qu'elle est devenue la « chef de file, comme Ivan Rioufol ou Élisabeth Lévy, de la pensée conservatrice, voire néoréac, libérée par les années Sarkozy ». Selon TéléObs également, « la journaliste est habituellement classée par les médias dans la catégorie "néo-conservateurs" voire "intello réac" pas très loin d’Éric Zemmour dont elle a reconnu partager "de 80 à 90 % des analyses". » . Elle indique en 2012 qu'elle partage « à peu près 90 à 95 % » des analyses d'Éric Zemmour mais en décembre 2014, en tant qu'invitée à On n'est pas couché, elle précise que toute la différence se situe dans les 5 % restants, d'autant plus qu'Éric Zemmour a évolué depuis », puis critique vertement en 2019 l'intéressé dans Marianne.
À ceux qui estiment qu'elle est « de droite », Natacha Polony rappelle son engagement auprès de Jean-Pierre Chevènement. Libération analyse son ouvrage Changer la vie (2017) ainsi : « Sur beaucoup de points, une gauche jaurésienne souscrira aux thèses qu’elle développe, sur le social, sur la critique de la mondialisation ou du libéralisme, sur la lutte contre un consumérisme sans âme. Dans l’arc néoconservateur, Natacha Polony se situe sur la gauche, plus près de Chevènement, qui aurait pu signer l’ouvrage, que de Dupont-Aignan ou Finkielkraut. » En 2021, elle se dit « franchement de gauche, d'une gauche qui n'a pas abandonné l'idée du socialisme ».
Se reconnaissant dans la mouvance du gaullisme social et dans des idées souverainistes, elle se déclare plutôt antilibérale et favorable à la décroissance et dit se situer entre Jean-Luc Mélenchon et Nicolas Dupont-Aignan.
Elle participe, en tant qu'invitée, à l'émission Esprit de campagne pour la sixième République de La France insoumise le 18 mars 2017. Elle se reconnaît également comme « réactionnaire », au sens étymologique du terme « pousser dans le sens opposé », et « absolument pas dans le clivage gauche-droite ».
Elle est signataire de l'appel lancé le 20 février 2025 par le magazine Le Point sous l'intitulé « Halte aux campagnes de désinformation et de dénigrement menées sur Wikipédia »,.

## Polémiques

### Controverse sur le génocide des Tutsis au Rwanda
Le 18 mars 2018, lors d'un débat avec Raphaël Glucksmann, elle suscite des protestations de la part de représentants de la communauté rwandaise lorsqu'elle affirme sur France Inter, à propos du génocide des Tutsis au Rwanda : « Malheureusement, on est typiquement dans le genre de cas où on avait, j’allais dire, des salauds face à d’autres salauds ».
Le Conseil supérieur de l'audiovisuel (CSA) note, le 1er août 2018, que si Natacha Polony « n’avait pas remis en cause l’existence du génocide des Tutsis au Rwanda », il a « décidé d’informer Radio France du vif émoi que cette séquence avait pu provoquer ». Les associations Ibuka et  Ligue internationale contre le racisme et l'antisémitisme intentent une action en justice contre elle, en vertu de la loi de 2017 interdisant de nier, minorer ou banaliser de façon outrancière le génocide au Rwanda, une loi similaire à celle sur la Shoah. La négation du génocide des tutsis se caractérisant essentiellement par la négation directe et l'inversion des responsabilités, la théorie du double génocide, la négation des complicités dans le génocide des Tutsi, la minimisation et la dérision, les erreurs factuelles par inversion entre les mots Hutu et Tutsi,,,,,,,.
En juillet 2020, interrogée par la justice, elle rappelle avoir dit pendant l'émission sur France Inter « que le génocide avait bien existé » et que sa déclaration « visait les dirigeants »,,,. Selon une ordonnance du 11 décembre 2020, elle sera jugée devant le tribunal correctionnel de Paris pour « contestation de l’existence de crime contre l’humanité », contre l'avis du parquet, qui avait demandé un non-lieu.
Le 2 mars 2022, Natacha Polony comparaît devant le tribunal correctionnel de Paris, accusée d'avoir remis en cause le génocide de 1994 des Tutsi au Rwanda. Elle explique notamment que le « duel » était exceptionnellement en direct, et que « cette émission est tellement courte que je me suis retrouvée dans l’impossibilité de dérouler mon raisonnement » et précise  qu’elle faisait allusion, non aux populations, mais aux exactions du Front patriotique rwandais (FPR), puis du régime de Paul Kagame. Parmi les témoins cités par les parties civiles, Patrick de Saint-Exupéry, l’un des (rares) reporters français présents au Rwanda pendant le génocide déclare : « Ayant vu ce que j’ai vu », entame-t-il, « entendre ces propos était choquant, parce que ce sont des propos désincarnés, de comptoir, […] enfantins, […] réducteurs, faciles ». Mais « dans mon esprit, il n’est pas question, je vais vous le dire franchement, de négationnisme. Il est question de confusionnisme ». De même, l'historien Stéphane Audoin-Rouzeau réfute cette thèse  du « double génocide » et souligne que « ses propos sont très lacunaires, [et] je ne vois pas ce que ce vocabulaire apporte à la compréhension de ce qu’il s’est passé, sinon une simplification extraordinaire, […] inepte et infantile ». Un autre témoin  des parties civiles déclare que « j’ai toujours été frappé que des journalistes généralistes puissent avoir un avis sur tous les sujets », avant d’ajouter que « ce n’est pas juste une personne […] dont les propos pourraient avoir dépassé la pensée. Ces propos ne sortent pas de nulle part, ils sont une stratégie ».
La défense considère que  « ce procès s’apparente ni plus ni moins à un bâillonage, un acte de censure de la liberté d’expression ». Elle explique « qu’on ne peut plus rien dire », et qu’une loi rwandaise, plus ou moins équivalente à la française, est détournée et instrumentalisée à Kigali pour que « tous ceux qui critiquent le régime [soient] considérés comme négationnistes ». La prévenue conclut : « Je voudrais avoir une pensée pour ceux que [les témoins des parties civiles] venaient représenter ici. Quelle que soit la décision que rendra ce tribunal, personne ne leur ôtera leur statut de victime. […] Mais j’ai la conviction que, si je suis condamnée, je ne vois pas bien comment les journalistes et les historiens pourront aborder sereinement ce sujet ».
Le 20 mai 2022, elle est relaxée par le tribunal judiciaire de Paris, qui estime qu'interpréter ses propos comme étant « une contestation de l'existence du génocide » résulte « d'une extrapolation des propos en cause ». À la lecture du délibéré, Natacha Polony considère que « le tribunal envoie le message que les historiens, les chercheurs, peuvent travailler, s'exprimer sur ce qui s'est passé (au Rwanda), approfondir la situation sans être menacés d'une procédure judiciaire ».

### Ligne éditoriale imposée par l'actionnaire deMarianne
Le 19 avril 2022, dans l'entre-deux tours de l'élection présidentielle, la Société des rédacteurs de Marianne dénonce une « intervention directe » de l’actionnaire principal du journal, Daniel Křetínský, pour modifier la une du numéro à paraître. La version originale de cette couverture comportait une photographie des yeux de deux candidats à la présidentielle, Emmanuel Macron et Marine Le Pen avec le titre « La colère... ...ou le chaos » modifié en « Malgré la colère... ...éviter le chaos », prenant alors une tournure favorable au président sortant. Pour la rédaction, cette intervention du propriétaire majoritaire, Daniel Křetínský, « représente une grave atteinte à l'indépendance éditoriale de Marianne ». Elle s'est produite malgré le fait que celui-ci ait personnellement promis à deux reprises aux journalistes qu'il respecterait ce principe de base. Natacha Polony, rédactrice en chef de l'hebdomadaire, publie un communiqué le lendemain indiquant que « conformément aux principes qui ont toujours prévalu à Marianne, la position du journal dans le cadre de l’élection présidentielle a été définie par la direction de la rédaction, et elle seule. J’ai cependant décidé d’entendre l’ensemble des sensibilités composant l’équipe rédactionnelle, tout en étant attentive aux souhaits du groupe CMI de ne laisser planer aucune ambiguïté quant à la position de notre hebdomadaire ».
Pour Libération, l’accusation d’interventionnisme de Křetínský par la rédaction de Marianne nourrit les soupçons de collusion entre les propriétaires de médias et Emmanuel Macron.

## Résultats électoraux

### Élections législatives
| Année | Parti | Parti | Circonscription | 1er tour | 1er tour | 1er tour |
| Année | Parti | Parti | Circonscription | Voix     | %        | Rang     |
| ----- | ----- | ----- | --------------- | -------- | -------- | -------- |
| 2002  |       | PR    | 9e de Paris     | 803      | 2,24     | 6e       |

## Carrière

### Publications

#### Ouvrages
- 2005 : Nos enfants gâchés : petit traité sur la fracture générationnelle, J.-C. Lattès, 207 p. (ISBN 2-7096-2672-1)
- 2006 : collaboration à À boire et à manger dirigé par Roger Feuilly et Périco Légasse, Éditions Labor, 160 p.  (ISBN 2804-02237-4) (D/2006/258/72)
- 2007 : M(me) le président, si vous osiez… : 15 mesures pour sauver l'école, Mille et Une Nuits, 158 p. (ISBN 978-2-7555-0017-2)
- 2007 : L'homme est l'avenir de la femme : autopsie du féminisme contemporain, J.-C. Lattès, 247 p.  (ISBN 978-2-7096-2817-4)
- 2011 : Le pire est de plus en plus sûr : enquête sur l'école de demain, Mille et Une Nuits, coll. « Essai », 110 p.  (ISBN 978-2-7555-0619-8)
- 2014 : Ce pays qu’on abat. Chroniques 2009-2014, Plon, 250 p.  (ISBN 978-2-259-22744-5) 25 novembre 2014 : prix de littérature politique Edgar-Faure[91]
19 mars 2015 : prix du livre incorrect 2015
- 2015 : Nous sommes la France, Plon, 216 p.  (ISBN 978-2259230407)
- 2016 : Collectif de 9 auteurs du Comité Orwell, Bienvenue dans le pire des mondes : triomphe du soft-totalitarisme, Plon, 216 p.  (ISBN 978-2259251594)
- Natacha Polony, Fabrice Hadjadj et Paul Préaux, Chrétiens français ou Français chrétiens, Salvator, 2017, 128 p. (ISBN 978-2-7067-1537-2, présentation en ligne)
- 2017 : Changer la vie : pour une reconquête démocratique, Éditions de l'Observatoire, 300 p.  (ISBN 979-10-329-0027-7)
- 2018 : Délivrez-nous du Bien ! Halte aux nouveaux inquisiteurs, avec Jean-Michel Quatrepoint, Éditions de l'Observatoire, 190 p.
- 2021 : Sommes-nous encore en démocratie ?, Éditions de l'Observatoire, 96 p.  (ISBN 979-1032909799)

#### Préfaces
- 2010 : Claire Mazeron, Autopsie du mammouth : l'Éducation nationale respire-t-elle encore ?, J.-C. Gawsewitch, coll. « Coup de gueule », 282 p.  (ISBN 978-2-35013-204-4)

### Parcours en radio
- 2010 : chroniqueuse dans Europe 1 Soir
- 2010-2017 : débatteuse dans Le grand direct de l'info sur Europe 1
- 2012-2017 : présentatrice de la revue de presse du matin sur Europe 1
- 2015-2017 : coanimatrice du magazine Médiapolis sur Europe 1, avec Olivier Duhamel
- 2017 : chroniqueuse dans Questions politiques d'Ali Baddou, puis dans Le Grand face-à-face sur France Inter
- 2017-2018 : éditorialiste le matin sur Sud Radio